# Half-Life 2: Episode One
Half-Life 2: Episode One – gra komputerowa z gatunku FPS autorstwa Valve Corporation. Jest to pierwsza część z trylogii epizodów, znana wcześniej jako Half-Life 2: Aftermath. Premierę początkowo planowano na listopad 2005 roku, była ona jednak przesuwana i ostatecznie miała miejsce 1 czerwca 2006 na platformie Steam i w wersji pudełkowej jednocześnie na całym świecie.
Fabuła jest bezpośrednią kontynuacją wydarzeń z Half-Life 2. W rozgrywce dużą rolę odgrywa Alyx Vance, towarzysząc Gordonowi Freemanowi przez prawie całą grę. Pojawiają się też na krótko inne postaci znane z poprzedniej gry, w tym Eli Vance, Isaac Kleiner, Judith Mossman i Barney Calhoun. Historia jest kontynuowana w grze Half-Life 2: Episode Two, która ukazała się 10 października 2007.
Do tworzenia Episode One użyto wielu nowych technologii wprowadzonych do silnika Source, takich jak HDR, ulepszony system animacji twarzy, oświetlenia Phonga i systemu komentarzy wprowadzonych w Half-Life 2: Lost Coast.
Gra zdobyła uznanie recenzentów osiągając średnią ocen 87% na serwisie Metacritic. Chwalono wciągającą i dynamiczną akcję, natomiast krytykowano długość rozgrywki.

## Fabuła
Akcja dodatku rozpoczyna się bezpośrednio po zakończeniu wydarzeń z Half-Life 2 w wyniszczonym walkami City 17. Główny bohater Gordon Freeman został wyciągnięty z zawieszenia przez Vortiguanty, które miały wobec niego inne plany niż G-man. Ratują one także Alyx Vance. Bohaterowie zostają przeniesieni na teren tuż obok cytadeli.
Freemana pod stertą gruzu odnajduje robot o imieniu Dog. Następnie Alyx kontaktuje się z ojcem, Elim Vance'em. Towarzyszący mu doktor Kleiner mówi jej, że główny reaktor może w każdej chwili eksplodować niszcząc całe miasto i radzi bohaterom go dezaktywować. W dostaniu się do cytadeli pomaga im Dog – wsiadają do rozbitego samochodu, którym robot rzuca w stronę wyrwy w ścianie budynku. Podłoga się zapada, a Gordon i Alyx trafiają na niższe piętra. Po walkach z Kombinatem odnajdują rdzeń reaktora, który zasila całą cytadelę i w każdej chwili może wybuchnąć. Gordon uruchamia trzy działa, które stabilizują rdzeń, odwlekając jego eksplozję, po czym powraca do Alyx. Okazuje się, że żołnierze celowo chcieli przyspieszyć wybuch cytadeli, aby wysłać wiadomość do świata Kombinatu. Alyx zabiera ze sobą kopię tej wiadomości, po czym po raz pierwszy bohaterowie widzą Combine Advisora.
Odnajdują windę, która umożliwia im ucieczkę, po czym uciekają z cytadeli pociągiem transportującym Stalkery. Kiedy wydostają się na powierzchnię, okazuje się, że City 17 zostało kompletnie zniszczone przez Kombinat. Na wielkim telebimie ukazuje się doktor Kleiner mówiący, żeby mieszkańcy uciekali z miasta. Po przejściu przez ulice opanowane przez mrówkolwy idą do szpitala, w którym oddziały Kombinatu walczą z zombie. Po stoczeniu walk dochodzą do Barneya, który prowadzi ich do buntowników, których trzeba ewakuować z miasta. Nagle atakuje ich oddział Kombinatu, który za wszelką cenę chce im przeszkodzić. Po ich pokonaniu Barney i rebelianci odjeżdżają pociągiem. Alyx i Gordon próbują zrobić to samo, lecz atakuje ich strider. Po walce również się ewakuują. Parę chwil później wybucha rdzeń cytadeli. Pociąg z bohaterami opuszcza miasto, jednak fala uderzeniowa wybuchu ich dogania i wykoleja wagony. Wydarzenia kontynuowane są w Half-Life 2: Episode Two.

## Rozgrywka
W Half-Life 2: Episode One gracz steruje Gordonem Freemanem i porusza się po liniowych poziomach. Rozgrywka jest podzielona na sekcje związane ze strzelaniem i zagadkami opartymi na fizyce. W Episode One zamiast oddzielnego samouczka, mechanika rozgrywki jest pokazana podczas samej fabuły. Na ekranie gracz widzi swoje życie, energię i amunicję. W trakcie gry gracz dostaje nowe bronie. W przeciwieństwie do Half-Life 2, gdzie pierwszą bronią Gordona jest łom, gracz dostaje gravity gun, który pozwala graczowi przenosić przedmioty w jego otoczeniu zarówno podczas walki, jak i rozwiązywania zagadek.
Sztuczna inteligencja Alyx Vance, kompana Gordona, została zaprojektowana specjalnie do współpracy z graczem tak, żeby uzupełniać jego zdolności. Twórcy określili programowanie Alyx do Episode One jako „kod osobowości” zamiast „kodu sztucznej inteligencji”, żeby podkreślić rolę Alyx i stworzyć z niej wiarygodną postać. Została tak zaprojektowana, aby uniknąć wykonywania wielokrotnie tej samej rzeczy, na przykład powtarzania tego samego dialogu albo jednego schematu w walce. Przykładem współdziałania jest walka w podziemiach. Gracz może oszczędzać swoją amunicję, używając latarki, żeby oświetlić nadchodzących wrogów, do których strzela Alyx. Podobnie Alyx używa strategicznych pozycji i zapewnia ogień osłaniający, żeby pomóc postaci gracza.
W grze jest dostępny tryb komentarzy, w którym twórcy opowiadają, w jaki sposób tworzyli postacie i miejsca. Na stronie Valve opublikowane są statystyki, które zawierają m.in. średni czas przejścia gry czy informacje dotyczące popularności map.

## Produkcja i wydanie
Gra została oficjalnie zapowiedziana 8 kwietnia 2005 roku. Tydzień później został pokazany pierwszy zrzut ekranu z gry.
Początkowo gra miała nazwę Half-Life 2: Aftermath, a premiera miała odbyć się w roku 2005, jednak była kilkakrotnie opóźniana. Ostatecznie gra trafiła do sprzedaży 1 czerwca 2006 roku. Twórcy dali możliwość ściągnięcia gry na platformie Steam na miesiąc przed jej premierą każdemu, kto ją zakupił.
Twórcy wyjaśnili, że głównym punktem Episode One jest rozwój postaci, a konkretnie Alyx, która towarzyszy graczowi prawie przez całą grę. Szef zespołu Robin Walker skomentował powód takiego podejścia w artykule zapowiadającym grę w maju 2005 mówiąc: „To trochę ironiczne, pomimo że główny wątek w Half-Life 2 mówi dużo o osobach pobocznych, spędzasz większość gry samemu”. Główny scenarzysta Marc Laidlaw wyjaśnił dokładniej założenie gry, mówiąc:

Episode One traktuje o wydarzeniach zaczętych podczas Half-Life 2. Spowodowałeś krytyczne obrażenia w cytadeli. Cała okolica ma wybuchnąć, niszcząc City 17 i wszystko w bezpośrednim otoczeniu. Ty i Alyx dowodzicie ucieczką z miasta poznając bliżej niektóre postacie z końca gry.

Gra działa na ulepszonym silniku Source i zawiera nowe funkcje, takie jak HDR, oświetlenia Phonga i ulepszona animacja twarzy. Ulepszenia w sztucznej inteligencji wrogów pozwoliły na stworzenie nowych taktyk dla żołnierzy Kombinatu, na przykład kucania podczas ostrzału. Muzykę do gry skomponował Kelly Bailey. Muzyka gra głównie w momentach ważnych dla głównego wątku w grze. Wszyscy aktorzy, którzy podkładali głosy w Half-Life 2, pojawiają się również w Episode One.
Podczas premiery Episode One był sprzedawany zarówno w sklepach, jak i na platformie Steam po obniżonej cenie. Gra była także dystrybuowana jako część Half-Life 2: Platinum Collection. Gra była dostępna do kupienia i ściągnięcia przez Steam od 2 maja 2006. Do gry dodawano Half-Life Deathmatch: Source i Half-Life 2: Deathmatch jako część zestawu. Episode One jest dostępny jako część zestawu The Orange Box, który zawiera także Half-Life 2, Episode Two, Team Fortress 2 i Portal.

## Odbiór
Gra została przyjęta pozytywnie. Średnia ocen z 61 recenzji na serwisie Metacritic wynosi 87 punktów. Najczęściej chwalono bardziej rozbudowaną i szybszą akcję niż w przypadku Half-Life 2. Zwracano uwagę na postać Alyx, która aktywnie reagowała na wydarzenia i poczynania gracza oraz była bardzo ważnym elementem produkcji. Podkreślano, że dzięki niej gra dawała więcej satysfakcji. Do wad zaliczano głównie długość rozgrywki i brak znaczących nowości. Według Colina z Game Revolution zabrakło nowych broni i otoczenia.
Według redakcji amerykańskiego „PC Gamera”: „podczas gdy ten pierwszy epizod może nie być tak istotny, jak Half-Life 2, nie mogę sobie wyobrazić żadnego fana shooterów, który chciałby go przegapić”. W swojej recenzji brytyjski „PC Gamer” skierował szczególną uwagę na równowagę pomiędzy strzelaniem i zagadkami. Magazyn „Edge” pochwalił sposób, w jaki gra potrafi kierować oczy gracza na ważne elementy i siłę Alyx jako towarzysza, stwierdzając: „W interaktywnym gatunku związanym z tradycyjnym podręcznym pistoletem i niewidocznym głównym bohaterem, gra nie może być bardziej wyrafinowana niż to”. Krystian Smoszna ze strony Gry-Online pochwalił użycie technologii HDR, dzięki której „otoczenie prezentuje się bardzo realistycznie”.
Serwis IGN nadał Half-Life 2: Episode One tytuł „komputerowej gry FPS roku 2006” i opisał ją jako „wielkie uderzenie za grosze w nowym epizodycznym stylu Valve”, które jednak nie oferuje „pełnego doświadczenia znanego z Half-Life 2”. Serwis GameSpy przyznał grze 9. miejsce na liście gier roku 2006, wspomniał także o wykonaniu Alyx jako wiarygodnego i użytecznego kompana.
Około 1,4 miliona kopii gry zostało sprzedanych w handlu detalicznym do roku 2008.